# Philippe Carli
Pour les articles homonymes, voir Carli.
Philippe Carli, né le 2 avril 1960, est un dirigeant d'entreprise français. Il est le président du groupe EBRA, pôle presse du Crédit mutuel, de 2017 jusqu'à sa démission en janvier 2025, à la suite d'un article publiée par Mediapart, sur ses « likes » sur des comptes d'extrême droite. Lors de sa présidence, son plan de redressement est fortement contesté.

## Biographie
Philippe Carli est né le 2 avril 1960.

### Études
Ingénieur diplômé de l'École supérieure d'électricité, Philippe Carli est titulaire d’une maîtrise de physique des solides de l'université d'Aix-Marseille et de la Fuqua School of Business de l’université Duke (États-Unis).[réf. nécessaire]

### Carrière
De 2003 à 2010, il est président de Siemens France Holding SAS et de Siemens SAS France. Il assure, à compter de 2008, le déploiement des activités du secteur énergie pour l’Europe du Sud-Ouest en plus de ses fonctions de dirigeant.
Directeur général, CEO et administrateur du groupe Amaury à partir d'octobre 2010, il quitte le  groupe en novembre 2015.

#### Groupe EBRA
Il prend la présidence du groupe EBRA, pôle presse du Crédit Mutuel Alliance fédérale (CMAF), dont il rejoint le comité de direction général le 18 septembre 2017.
En 2023, les rédactions de trois titres du groupe EBRA actent une motion de défiance envers leur direction, estimant que Philippe Carli n'était plus en mesure d'assurer l'avenir des journaux. Le rejet du plan de sauvegarde de l'emploi survient dans le contexte d'un plan de redressement, initié en 2018, très contesté et critiqué,,,,.

##### Controverse
En janvier 2025, Mediapart affirme que Philippe Carli « aime » et relaie des publications d'extrême droite sur le réseau social LinkedIn, notamment des prises de paroles de députés du Rassemblement national, de l'eurodéputée Reconquête Sarah Knafo et d'éditorialistes de CNews et Valeurs actuelles. Ces publications suscitent des protestations de la part des syndicats et des rédacteurs en chef des titres de presse possédés par le groupe EBRA.
Confronté à ces accusations, le service communication du groupe répond que « retweeter ou liker ne vaut pas approbation » et soutient que les rédactions « sont évidemment indépendantes »,.
Le 28 janvier, il annonce sa démission du groupe.

### Autres mandats
De 2002 à 2010, il assure la présidence de la Chambre franco-allemande de commerce et d'industrie dont il reste membre et administrateur. Il est, pendant cette même période, vice-président du club économique franco-allemand qu’il crée avec Francis Mer et Claude Legal. Après la crise de 2008, il s’associe à plusieurs chefs d’entreprises dans Le Collectif.
Il est administrateur de Euler-Hermes SA, filiale du groupe Allianz et du conseil de gérance de Presstalis et président du comité de développement de l’association Astrée.
Il préside depuis début 2011 la Fondation Supélec.